# Филип Павлев
Филип Павлев (Павлов) или Филип Бучешки е български революционер, деец на Вътрешната македоно-одринска революционна организация и на Вътрешната македонска революционна организация.

## Биография
Филип Павлев е роден през 1881 година в кратовското село Бучище, тогава в Османската империя, днес в Северна Македония. Остава без образование, присъединява се към ВМОРО и е четник при Тасе Милосов през 1907 година и при Дончо Ангелов през 1912 година. При избухването на Балканската война е доброволец в Македоно-одринското опълчение в четата на Славчо Абазов, после в четата на Тодор Александров, а през Междусъюзническата война е в щаба на 15 щипска дружина. В 1915 година е четник при Иван Бърльо и Дончо Ангелов.
След възстановяването на ВМРО в 1919 година е кратовски войвода и дава сражения на сръбски войски при Неокази, в местността Синковица и други.